# 仁愛女子短期大学
仁愛女子短期大学（じんあいじょしたんきだいがく、英語: Jin-ai Women's College）は、福井県福井市天池町43-1-1に本部を置く日本の私立大学。1898年創立、1965年大学設置。大学の略称は仁短。

## 概観

### 大学全体
- 福井県福井市に所在する日本の私立短期大学で、設置主体は学校法人福井仁愛学園。
- 1965年、福井県吉田郡森田町にて開学した。当初は、学科数１、入学定員90名体制だったが、順次学科及び専攻課程の設置により規模が拡大し、1982年～2000年度の募集時点では最大の４学科を擁するようになった。
- 2001年度以降、学科数の減少が目立ち始め、現在は2学科[注 1]に縮小されている。キャンパス近隣には九頭竜川が東西に流れている。

### 建学の精神（校訓・理念・学是）
- 仁愛女子短期大学の教育理念は「仁愛兼済」となっている。これは、生かされて生きる喜びを讃えあう聖徳太子の「和の精神」とされている。

≪『仁愛兼済』の言葉は大無量寿経からとられたものである。≫
≪仁愛の「仁」は支え合う望ましい人間関係、「愛」は人間のみならず、すべての生命を敬愛する共生の認識、単なる知識ではなく、限りなく生かされる生命の事実に気付き、感動することといってよい。≫
≪兼済はかねてすくうと読み、仁愛の自覚と感動から生まれる世のため人のために役立とうとする実践である。それが人々の喜びを生むと同時に、自分の生甲斐と喜びの源となることを「兼ねて済う」は示している。》
学園創立者禿了教師は『仁愛兼済』を仏教の基本と解し、聖徳太子のご理想もここにあると感得された。

### 教育および研究
- 仁愛女子短期大学は、一般教育科目として「人間と仏教」と称した宗教系科目が開講されているところに特色がある。

### 学風および特色
- 仁愛女子短期大学は1898年禿了教・すみ父娘により創立された「婦人仁愛会教園」が起源となっており、以来聖徳太子の和の精神に基づいた教育が行われている。
- 「降誕会」や「成道会」といった宗教行事も行われる。
- 「ミーティング・アワー」や「アセンブリ・アワー」（集会）がある。
- 「和敬・精進・反省」をモットーとした教育が行われている。
- かつては、制服の着用が義務付けられていたが、現在は基本的に私服となっている。
- 2013年、財団法人短期大学基準協会の第三者評価より「適格」認定を受けている。
- 福井県唯一の短期大学となっている[注 2]。

## 沿革[注 3]
- 1898年
  - 4月：仁愛会教園が発足する[4]。
- 1965年
  - 1月25日：左記を以て文部省[注 4]より短期大学の設置が認可される[5]。
  - 4月1日：仁愛女子短期大学が以下の学科体制にて開学する。初代学長に禿了信就任。
    - 家政科[注 5]

  - 同：家政科が中学校教諭二級免許状（家庭）に指定される[7]。
- 1966年
  - 4月1日：以下の学科を増設する[8]。
    - 保育科[注 6]

  - 同：附属幼稚園を開園。
- 1967年
  - 4月1日：家政科を以下の通り専攻を分離する[注 7]。
    - 家政専攻：入学定員50名
    - 食物専攻：入学定員40名
- 1968年
  - 4月1日：保育科を児童教育科に改称[11]。入学定員は変更なしの50名[12][注 8]。
  - 同：食物専攻が栄養士養成施設に認可される[4]。
- 1969年
  - 4月1日：家政科食物専攻を食物栄養専攻に改称。かつ入学定員を40→50に増員[11]。
- 1971年
  - 4月1日：児童教育学科の入学定員を50→100に増員[注 9][15]
- 1972年
  - 第二代学長に禿了滉が就任する。
  - 4月1日：音楽学科を以下の専攻課程を設けた上で設置[16][注 10]。
    - ピアノ専攻
    - 声楽専攻

  - 同 児童教育学科の入学定員を100→80を減員。さらに以下の通り専攻分離する[18][注 11][18]。
    - 初等教育専攻：30
    - 幼児教育専攻：50

  - 同：家政科を家政学科に改称[注 12]。

- 1973年
  - 4月1日：児童教育学科幼児教育専攻 50→100に増員[注 13][19]。
- 1975年
  - 4月1日：専攻科に音楽専攻を開設[注 14]
- 1976年
  - 4月1日：既存の学科の一部を以下の通り変更する[18]。
    - 児童教育学科：50-100[注 15]
    - 家政学科[注 16]
      - 家政専攻：50→100
      - 食物栄養専攻：50→100
- 1981年
  - 4月1日：家政学科家政専攻を生活科学専攻に改称[22]。
- 1982年
  - 4月1日：武生キャンパス（家政学科）を開設。
  - 同：国文学科を開設[23][24][注 17]。
- 1984年
  - 4月1日：ピアノ専攻を器楽専攻に名称変更する[26][27]。
- 1985年：情報処理教育センターを開設。生活文化研究センターを開設。
- 1988年
  - 4月1日：児童教育学科[注 18]初等教育専攻の学生募集を最終とする[注 19]。
- 1989年
  - 4月1日：家政学科生活科学専攻の入学定員を100→130に増員[注 20][30]。
  - 同：初等教育専攻の募集停止により児童教育学科の定員が変更となる[注 21][30]。
- 1990年
  - 4月1日：家政学科を生活科学学科[注 23]に改称。
  - 同：生活情報専攻[注 24]を設置[33]。
  - 同：生活科学専攻の入学定員を130→60に減員[33][32]。
- 1991年
  - 4月1日：児童教育学科初等教育専攻の廃止により、児童教育学科[注 25]を幼児教育学科に改称[35][注 26]。
  - 同：カルフォルニア州立グロスモントカレッジと姉妹校調印。
  - 同：専攻科に食物栄養専攻を設置[35]。
- 1992年
  - 4月1日：音楽教育研究センターを開設。
- 1995年
  - 郷土文化研究センターを開設。
  - 4月1日：この年度の入学生より専攻科音楽専攻の修業年限を2年制とする[37]。
- 1998年
  - 4月1日：音楽学科の専攻別学生募集をこの年度で最終とする[注 27]。
- 1999年
  - 5月1日：学生数 女1028[注 28]
- 2000年
  - 4月1日：生活科学学科の生活科学専攻を生活環境専攻に改称[40]。
  - 同：国文学科の学生募集を最終とする[注 29]。
- 2001年
  - 4月1日：音楽学科の各専攻課程が正式に廃止される[41]。
  - 同：生活科学学科を福井キャンパスに移転し、キャンパスを統合する。
  - 同：生活科学学科に調理師養成課程が設置される。
- 2002年
  - 4月1日：調理師養成課程を生活科学学科調理科学専攻として設置[42]。
  - 5月29日：左記を以て国文学科を正式に廃止[43]。
- 2005年
  - 4月1日：生活科学学科食物栄養専攻に栄養教諭二種免許状の取得課程が新設される[44][45]。
- 2006年
  - 第三代学長に禿正宣就任。
  - 4月1日：この年度の入学生より専攻科食物専攻の修業年限を2年制とする[46]。
- 2008年
  - 学園創立110周年記念式典。各センターを統合し、地域活動支援センターを開設。
  - 4月1日：生活科学学科調理科学専攻の学生募集を最終とする[注 30]。
- 2009年
  - 4月1日：学科の入学定員を以下の通り変更する[47]。
    - 生活科学学科食物栄養専攻：50→40
    - 幼児教育学科：150→100
- 2010年
  - 4月1日：生活科学学科調理科学専攻、正式に廃止[48]。
  - 同：音楽学科の学生募集を最終となる[注 31]。
- 2011年
  - 3月31日：専攻科食物栄養専攻を廃止する[50]。
  - 4月1日：幼児教育学科入学定員を100→120へ増員[49]。
- 2013年
  - 短期大学基準協会による第三者評価で適格認定。
- 2014年
  - 1月：平成26年度大学入試センター試験参加短期大学の1校となる[51]。
  - 3月31日：音楽学科を廃止[52]。
- 2015年
  - 仁愛女子短期大学開学50周年記念式典。
  - 1月：平成27年度大学入試センター試験参加短期大学の1校となる[53]。
- 2016年
  - 1月：平成28年度大学入試センター試験参加短期大学の1校となる[54]。
  - 4月1日：生活科学学科生活環境専攻を生活デザイン専攻に改称[55]。
- 2017年：キャンパスリニューアルが完了する。
- 2023年
  - 4月1日：生活科学科食物栄養専攻の学生募集を最終とする[注釈 1]。

## 基礎データ

### 所在地
- 福井キャンパス（福井県福井市天池町43-1-1）

## 教育および研究

### 組織

#### 学科[注 32]
- 生活科学学科[注 33]
  - 生活デザイン専攻
  - 生活情報専攻
  - 食物栄養専攻[注釈 1]
- 幼児教育学科

##### 学科の変遷
- 家政科[注釈 2]→家政学科[注釈 2]→生活科学学科
  - 生活科学専攻
  - 生活情報専攻 入学定員N名
  - 食物栄養専攻 入学定員N名[注 34]
  - 調理科学専攻 入学定員N名[注 35]
- 児童教育学科
  - 初等教育専攻[注 36] 入学定員 30名[注 37]
  - 幼児教育専攻→幼児教育学科
- 音楽学科[注釈 3] 入学定員30名[注 38]　
  - 器楽専攻[注釈 3] 入学定員25名[注釈 4]
  - 声楽専攻[注釈 3] 入学定員5名[注釈 4]
- 国文学科[注 39] 入学定員60名[注 40]

##### 過去にあった専攻科
- 音楽専攻：大学評価・学位授与機構認定、学士(芸術学)取得可能
- 食物科学専攻：学士（栄養学）取得可能

### 附属機関
- 仁愛女子短期大学幼児教育研究センター[63]

### 研究
- 『仁愛女子短期大学研究紀要 第55号(令和4年度)』[64]
- 『仁愛国文-仁愛女子短期大学国文学会-』[65]

#### 別科
- なし

### 資格について

#### 生活科学学科

##### 生活デザイン専攻
- 取得をめざす資格（授業の内容が対応、要試験）
  - 色彩検定
  - リビングスタイリスト
  - 福祉住環境コーディネーター

##### 生活情報専攻
- 取得可能な免許・資格（卒業と同時に資格取得）
  - 情報処理士
  - ビジネス実務士

- 取得を支援する資格（授業の内容が対応、要試験）
  - Microsoft Office Specialist
  - 日商PC検定（文書作成・データ活用）
  - 秘書検定
  - 日商簿記検定
  - 実用英語技能検定（英検）
  - TOEIC

##### 食物栄養専攻
- 取得をめざす資格
  - 栄養士
  - フードスペシャリスト

#### 幼児教育学科
- 取得をめざす資格
  - 保育士[注 41]
  - 幼稚園教諭二種免許状[注 42]
  - 幼稚園・保育園のためのリトミック2級指導者
  - レクリエーション・インストラクター
  - 保育心理士（二種）

#### キャリアアップ支援講座
全学生対応
- 医療事務講座
- 販売士講座

生活情報専攻学生対象
- ITパスポート試験

### 関連書物
- 『和 -仁愛女子短期大学30年史-』：当短期大学図書館に所蔵。
- 『和 -仁愛女子短期大学開学40周年記念近10年史-』：当短期大学図書館に所蔵。
- 『和 -仁愛女子短期大学50年史-』：当短期大学図書館に所蔵。

## 学生生活

### 部活動・クラブ活動・サークル活動
- 2020年2月現在の仁愛女子短期大学のクラブ活動[3]
  - 体育系：卓球・モダンダンス・テニス・ソフトテニス・バスケットボール・バドミントン・バレーボール・ハンドボール・陸上・アクティ部・弓道・ゴルフ・フットサル・ボード・野球
  - 文化系：軽音楽・英語・栄養研究・ハンドメイド・ボランティア・漫画研究・おもちゃ・茶道・華道・ジャグリング・写真・書道・吹奏楽・太鼓・パソコンボランティア・畑・天体観測・折り紙・ハモリ部・JC&C

### 学園祭
- 仁愛女子短期大学の学園祭は「仁短祭」と呼ばれ毎年、概ね10月に行われている。

人気芸能人などを招いたトークショーやお笑いライブ、ワークショップや模擬店などがあり、学外からも大勢の人が来場するイベントである。

### 仁愛女子短期大学 指定マンション

#### サンアベニュー森田
- 仁愛女子短期大学が民間委託している学生専用ワンルームマンション。 机や本棚、パイプベッド、エアコン、ミニ冷蔵庫が備えられている。 フォントオートロックシステムに加え、オーナーの自宅とも隣接。 近くにコンビニエンスストア、スーパーマーケット、交番や銀行があるため初めてのひとり暮らしでも安心。仁短へも自転車で約10分の距離にある。

#### DATA[注 43]
- 家賃　19,000円/月
- 交通　JR西日本森田駅より徒歩6分
- 構造　鉄筋コンクリート造、3階建て
- 1室面積　23.0㎡
- 共有設備　玄関ホール、コミュニティホール、コインランドリー、自転車駐輪場、駐車場(有料)

## 大学関係者と組織

### 大学関係者組織
- 仁愛女子短期大学の同窓会組織は「六和会」と称され、初めての卒業生がでた1967年に発足した。会員数は2019年現在で、20,600人となっている。

### 大学関係者一覧

#### 出身者
- 川本真琴 - 1996年にソニーからメジャーデビューし、デビューアルバムがミリオンヒットを記録したシンガーソングライターである。1/2やDNAや愛の才能や微熱といった曲が有名である。

## 施設
- 使用学科：生活科学学科（生活デザイン専攻、生活情報専攻、食物栄養専攻）・幼児教育学科
- 設備：A館・B館・C館・D館・E館・F館・学生食堂（カフェテリア）・購買・学生ホール・グラウンド・体育館・駐車場・図書館・駐輪場など

## 対外関係

### 他大学との協定

#### アメリカ
- グロスモント大学：1990年に締結した。

#### 日本
- 放送大学[68]
- 福井大学
- 福井県立大学
- 福井工業高等専門学校

### 系列校
- 仁愛大学
- 仁愛女子高等学校

## 社会との関わり
- 総合学務センター入学・地域支援課があり、様々な公開講座を実施している。

## 主な就職先[3]
- 生活科学学科
  - 生活デザイン専攻：デザイナー・事務・販売に携わる人が多い傾向にある。就職先としては、エル・ローズ、福井信用金庫、ジャパンポリマーク、創文堂印刷、ヤマトオプチカル、資生堂ジャパン、オザキスポーツ、チュチュアンナ、山岸、ユニフォームネクスト、福井ダイハツ販売、福井トヨタ自動車、永森建設、武生製麺、フクオカラシ、オフロム、サンリーブ、トヨタレンタリース福井、はいや松風園、アスピカなどがある。
  - 生活情報専攻：事務職に就く人が最も多い傾向にある。就職先としては、福井村田製作所、金津村田製作所、吉岡幸、熊澤商事、ホーコーズ、竹内光学工業、ENEOSグループエナジー、ALL CONNECT、川崎物流、ヤスサキ、勝木書店、セブン－イレブン・ジャパン、そごう・西武、大津屋、福井トヨタ自動車、福井トヨペット、越前信用金庫、福井銀行、日本銀行 福井事務所、福井信用金庫、福邦銀行、北陸銀行、益茂証券、ウララコミュニケーションズ、合同経営会計事務所、大西商事、福井仁愛学園、公立丹南病院、全国共済農業協同組合連合会 福井県本部、日本郵政グループ、池田町役場、福井県警察本部、福井県庁などがある。
  - 食物栄養専攻：取得した栄養士資格を活かした職に就く人が多い傾向にある。就職先としては、アサヒフード、日清医療食品、花咲ふくい農業協同組合、魚国総本社 北陸支社、幸伸食品、スターバックス コーヒー ジャパン、森八大名閣などの企業や、各種医療機関、社会福祉施設、保育所などがある。
- 幼児教育学科：保育士・保育教諭・幼稚園教諭として就職する学生がほとんどである。就職先としては、市姫福祉会（いちひめこども園）、いなやま保育園（いなやまこども園・いなほこども園）、幸和園、しいのみ共生会（こぶし園）、聖徳園（あわら敬愛こども園）、仁愛福祉会（仁愛保育園）、スタンドトゥギャザー、清泉会（認定こども園エンゼル保育園）、坂井来春会（春江ゆり保育園）、藤島会（ふじしま認定こども園）、森田福祉会（千寿たんぽぽこども園）、和愛福祉会（わっか保育園）、愛慈福祉会（しろきこども園・きたこども園）、あさむつ福祉会（あさむつこども園）、あすなろ会（みづこしこども園・めいりん保育園）、あすなろ福祉会（あすなろ保育園・みずほ保育園）、岡保保育園（岡保こども園）、福井加茂学園（福井エンゼル幼稚園・認定こども園暁幼稚園）、福井仁愛学園（仁愛女子短期大学附属幼稚園）、常葉学園（常葉幼稚園）、福井佼成学園（認定こども園福井佼成幼稚園）、福井愛育病院、あわら市役所、永平寺町役場、坂井市役所、鯖江市役所、敦賀市役所、福井市役所などがある。

## 附属学校
- 仁愛女子短期大学附属幼稚園

## アクセス
- 京福バス 27系統（大学病院新田塚線）「仁愛女子短期大学前」下車。
- ハピラインふくい線 森田駅より徒歩15分程度。